# Matériel moteur de la SNCF
Le matériel moteur de la SNCF, avec le matériel remorqué de la SNCF, fait partie du matériel roulant de la Société nationale des chemins de fer français (SNCF). L'entreprise étant en activité, cette liste est en constante évolution depuis la création de l'entreprise en 1938.
En 2011 le parc comprend des locomotives (diesels, dont certaines de manœuvre, ou électriques), des locotracteurs, des automotrices, des autorails, des éléments automoteurs diesels, des éléments automoteurs électriques (comprenant les trains à grande vitesse) et des éléments automoteurs bimodes. Depuis l'origine de l'entreprise en 1938, la technologie a mis au rebut certaines technologies et leur matériel : les locomotives à turbine à gaz et à vapeur du type locomotives à tender indépendant ou locomotives-tender et turbotrains.

## Présentation de la liste des engins moteurs de la SNCF
Liste des engins moteurs de la SNCF.
(en gras, le matériel en service actuellement, en italique les engins retirés du service),,,
| Numéro | Les activités de la SNCF                                                                                               |
| ------ | --- |
| 1      | TGV inOui (TGV) et Ouigo (OUI) (anciennement : Voyages France Europe [VFE], Grandes Lignes [GL])                       |
| 2      | Intercités (IC) (anciennement : Trains Inter-Régionaux [TIR], Grandes Lignes [GL], Corail Intercités [CIC])            |
| 4      | Fret (FR) |
| 5      | Trains Express Régionaux (TER)                                                                                         |
| 6      | SNCF Réseau (INF) (anciennement : SNCF Infra)                                                                          |
| 7      | Domaine matériel (CMR) (acheminement de matériel garé ou radié vers site de maintenance, de stockage ou de démolition) |
| 8      | Transilien (IDF) |

## Matériel en service

### Parc électrique

#### Locomotives

##### Locomotives sous 1500 V redressé (dit courant continu)
| Série    | Surnom     | Construction | Effectif              | Puissance    | Affectation  | Commentaire  |
| -------- | ---------- | ------------ | --------------------- | ------------ | ------------ | ------------ |
| BB 7200, | Nez cassés | 1976-1985    | 79 (26 avril 2025)    | 4 040 kW     | CIC, FR, TER |              |
| BB 8500, | Danseuses  | 1964-1974    | 2 (17 septembre 2017) | 2610/2940 kW | INF          | Chasse-neige |

##### Locomotives en 3000 V (courant continu)
| Série                 | Surnom           | Construction | Effectif               | Puissance | Affectation  | Commentaire |
| --------------------- | ---------------- | ------------ | ---------------------- | --------- | ------------ | --- |
| E 483-DC2 bifréquence | Bombardier Traxx | 2009-2015    | 13 + 25 (15 août 2019) | 5 600 kW  | IT, PO AKIEM | 11 E483 Akiem Italie 483 301 à 311 2 5170 Akiem Pologne 483 x à x plus 25 en commande dont 20 E483 Akiem Italie 5 5170 Akiem Pologne |

##### Locomotives sous25kValternatif
| Série     | Surnom     | Construction | Effectif          | Puissance | Affectation   | Commentaire |
| --------- | ---------- | ------------ | ----------------- | --------- | ------------- | ----------- |
| BB 15000, | Nez cassés | 1971-1978    | 10 (21 juin 2025) | 4 400 kW  | VFE, CIC, TER |             |

##### Locomotives dites bitension
| Série                    | Surnom           | Construction | Effectif             | Puissance (sous 1,5 kV / 25 kV) | Affectation                                                                    | Commentaire                                                 |
| ------------------------ | ---------------- | ------------ | -------------------- | ------------------------------- | ------------------------------------------------------------------------------ | ----------------------------------------------------------- |
| BB 22200, 1,5 kV / 25 kV | Nez cassés       | 1976-1986    | 152 (6 juin 2025)    | 4 040 kW / 4 140 kW             | VFE, CIC, FR, TER, INF                                                         |                                                             |
| BB 26000, 1,5 kV / 25 kV | Sybic            | 1988-1998    | 136 (26 juin 2025)   | 5 600 kW                        | VFE, CIC, FR, TER                                                              |                                                             |
| BB 27000, 1,5 kV / 25 kV | Prima            | 2002-2006    | 179 (7 octobre 2020) | 4 200 kW                        | FR, AKIEM, (Captrain France, Regio-Rail, ETF Services, Colas-Rail, OSR France) |                                                             |
| BB 27300, 1,5 kV / 25 kV | Prima            | 2006-2008    | 55 (20 janvier 2023) | 4 200 kW                        | , INF, AEF                                                                     |                                                             |
| BR 185-AC2 15 kV / 25 kV | Bombardier Traxx | 2001-2009    | 3 (15 août 2019)     | 5 600 kW                        | AKIEM                                                                          | 3 BR 185 Akiem Allemagne - Autriche 185-598 185-649 185-650 |
| BR 187-AC3 15 kV / 25 kV | Bombardier Traxx | 2009-2014    | 4 (15 août 2019)     | 5 600 kW                        | AKIEM                                                                          | 4 BR 187 Akiem Allemagne - Autriche - Suisse 187.011 à 14   |

##### Locomotives dites tritension
- 1,5 kV / 3 kV / 25 kV

| Série     | Surnom  | Construction | Effectif             | Puissance | Affectation                                           | Commentaire |
| --------- | ------- | ------------ | -------------------- | --------- | ----------------------------------------------------- | --- |
| BB 36000, | Astride | 1996-2002    | 29 (20 janvier 2023) | 5 600 kW  | FR, AKIEM (Thello)                                    | |
| BB 36300, | Astride | 2000-2001    | 30 (7 octobre 2017)  | 5 600 kW  | FR                                                    | BB 36000 modifiées pour le trafic vers l'Italie. |
| BB 37000, | Prima   | 2004-2006    | 59 (7 octobre 2017)  | 4 200 kW  | FR, AKIEM (Captrain France, ETF Services, Colas-Rail) | BB 37007 détruite à la suite d'un accident |
| E 37500   | Prima   | 2006-2009    | 31 (15 août 2019)    | 4 200 kW  | FR, AKIEM                                             | BB 37000 pour opérateur privés 9 Akiem 37506, 07, 11, 13, 15, 24, 29, 30, 31 6 Europorte 37501 à 05, 09 16 Macquarie European Rail 37508, 10, 12, 14, 16 à 22, 23, 25 à 27 |

##### Locomotives dites quadritension
| Série     | Surnom           | Construction | Effectif            | Puissance (sous 1,5 kV / 3 kV / 15 kV / 25 kV) | Affectation | Commentaire |
| --------- | ---------------- | ------------ | ------------------- | ---------------------------------------------- | ----------- | --- |
| BR 186-MS | Bombardier Traxx | 2000-2014    | 7 (24 février 2022) | 4 000 kW / 5 600 kW / 5 600 kW / 5 600 kW      | FR, AKIEM   | 12 BR 186-MS Akiem Allemagne Belgique France 186 184 à 186, 188 à 195 et 260 7 BR 186-MS Akiem Allemagne Autriche Pologne 186 261 à 267 2 BR 186-MS Captrain Allemagne Belgique France 186 457 186 459 |

#### Automotrices
| Série  | Construction | Effectif        | Puissance | Composition | Affectation |
| ------ | ------------ | --------------- | --------- | ----------- | ----------- |
| Z 100, | 1908-1912    | 13 (19/12/2013) | 220 kW    | M           | Cerdagne    |

#### Éléments automoteurs électriques(EAE)

##### EAEtroisième rail
| Série  | Construction | Effectif       | Puissance | Composition | Affectation                       |
| ------ | ------------ | -------------- | --------- | ----------- | --------------------------------- |
| Z 150, | 2004         | 2 (19/12/2013) | 348 kW    | R+M+R       | Cerdagne                          |
| Z 200, | 1909         | 2 (19/12/2013) | 440 kW    | M+R         | Cerdagne (chasse-neige)           |
| Z 800, | 1996-1997    | 3 (19/12/2013) | 2000 kW   | M+M         | Saint-Gervais-Chamonix-Vallorcine |
| Z 850, | 2005-2007    | 6 (19/12/2013) | 696 kW    | R+M+R       | Saint-Gervais-Chamonix-Vallorcine |

##### EAEà courant continu
| Série          | Construction | Effectif        | Puissance | Composition      | Affectation                                                              |
| -------------- | ------------ | --------------- | --------- | ---------------- | ------------------------------------------------------------------------ |
| Z 5600 (Z 2N), | 1982-1985    | 47 (26/03/2025) | 2800 kW   | M+2R+M ou M+4R+M | (RER) · (C) · Transilien · Ligne R du Transilien · Ligne V du Transilien |

##### EAEcourant alternatif
| Série         | Construction | Effectif       | Puissance | Composition | Affectation |
| ------------- | ------------ | -------------- | --------- | ----------- | ----------- |
| Z 11500 (Z2), | 1986-1988    | 13(01/01/2019) | 1200 kW   | M+R         | TER         |

##### EAEdits bicourants
| Série                              | Construction | Effectif         | Puissance (sous 1,5 kV / 25 kV) | Composition                    | Affectation                                                              |
| ---------------------------------- | ------------ | ---------------- | ------------------------------- | ------------------------------ | ------------------------------------------------------------------------ |
| Z 8100 (MI 79),                    | 1980-1983    | 50 (11/10/2017)  | 2480 kW / 2824 kW               | M+R+R+M                        | (RER) · (B)                                                              |
| Z 8800 (Z 2N),                     | 1985-1988    | 57 (11/02/2018)  | 2800 kW                         | M+R+R+M                        | (RER) · (C) · Transilien · Ligne U du Transilien · Ligne V du Transilien |
| Z 20500 (Z 2N),                    | 1988-1998    | 200 (17/12/2015) | 2800 kW                         | M+R+R(+R)+M                    | et En cours de modernisation.                                            |
| Z 20900 (Z 2N),                    | 2001-2003    | 54 (11/08/2014)  | 3400 kW                         | M+R+R+M                        | et                                                                       |
| Z 21500 (Z TER),                   | 2002-2004    | 49 (11/12/2017)  | 1720 kW                         | M+R+M                          | TER                                                                      |
| Z 21700 (Z TER),                   | 2016         | 8 (11/12/2017)   | 1720 kW                         | M+R+M                          | TER                                                                      |
| Z 22500 (MI 2N),                   | 1996-2000    | 48 (06/06/2025)  | 3200 kW                         | R+M+R+M+R                      | (RER) · (E)                                                              |
| Z 23500 (TER 2N),                  | 1997-2000    | 79 (19/12/2013)  | 1700 kW                         | M+R                            | TER                                                                      |
| Z 24500 (TER 2N NG) 2 & 3 caisses, | 2004-2010    | 145 (19/12/2013) | 1700 kW / 2550 kW               | M(+M)+M                        | TER                                                                      |
| Z 26500 (TER 2N NG) 4 & 5 caisses, | 2004-2010    | 66 (19/12/2013)  | 3400 kW / 4250 kW               | M+M(+M)+M+M                    | TER                                                                      |
| Z 27500 (AGC/ZGC),                 | 2005-2011    | 211 (19/12/2013) | 1300 kW                         | M+R(+R)+M                      | TER                                                                      |
| Z 50000 (NAT ou Francilien),       | 2009-2022    | 360 (09/12/2022) | 2620 kW                         | Z+ZR+ZZ+4ZR+Z ou Z+ZR+ZZ+3ZR+Z | et                                                                       |
| Z 51500 (Régiolis),                | 2014-2020    | 65 (13/12/2020)  |                                 | M+R+R+M                        | TER                                                                      |
| Z 54500 (Régiolis)                 | 2022-2023    | 24 (6 juin 2025) |                                 | M+R+R+R+R+M                    | 22 commandées (TER)                                                      |
| Z 54900 (Régiolis),                | 2016-2020    | 26 (13/12/2020)  |                                 | M+R+R+M                        | TER                                                                      |
| Z 55500 (Regio 2N),                | 2014-2024    | 154 (06/06/2025) |                                 |                                | TER Porteur Hyperdense (PHD) 154 commandés                               |
| Z 56300 (Regio 2N),                | 2015-2019    | 42 (11/08/2019)  |                                 |                                | TER Porteur Hyperdense (PHD)                                             |
| Z 56500 (Regio 2N),                | 2018-2019    | 13 (29/10/2019)  | 3200 kW                         |                                | TER Porteur Hyperdense (PHD)                                             |
| Z 56600 (Regio 2N)                 | 2020-2021    | 40 (19/08/2021)  |                                 |                                | TER Porteur Hyperdense (PHD)                                             |
| Z 56700 (Regio 2N)                 | 2020-2023    | 32 (07/01/2023)  |                                 |                                | TER Porteur Hyperdense (PHD) 32 commandés                                |
| Z 56800 (Regio 2N)                 | 2023-2025    | 22 (09/03/2025)  |                                 |                                | TER Porteur Hyperdense (PHD) 27 commandés                                |
| Z 57000 (Regio 2N)                 | 2017-2024    | 147 (28/07/2024) |                                 |                                | Porteur Hyperdense (PHD) et                                              |
| Z 58000 (RER NG)                   | 2023-...     | 38 (16/01/2025)  |                                 | M+M+R+R+M+M                    | (RER) · (E)                                                              |
| Z 58500 (RER NG)                   | 2024-...     | 18 (05/08/2025)  |                                 | M+M+R+R+R+M+M                  | (RER) · (D)                                                              |

##### EAEdits tricourants
| Série               | Construction | Effectif        | Puissance | Composition | Affectation         |
| ------------------- | ------------ | --------------- | --------- | ----------- | ------------------- |
| Z 31500 (Régiolis), | 2019-2021    | 27 (29/06/2021) | 1728 kW   | M+R+R+M     | (LEX) · (L1) · (L3) |

##### EAEde typeTGV
| Série                                      | Construction                                | Effectif         | Puissance (sous 25 kV / 15 kV / 1,5 kV) | Composition | Remarque et Affectation |
| ------------------------------------------ | ------------------------------------------- | ---------------- | --------------------------------------- | ----------- | --- |
| TGV Duplex (200),                          | 1995-2006                                   | 88 (01/07/2019)  | 8800/-/3680 kW                          | M+8R+M      | La rame 255 est devenue Dasye 750 en 2012 à la suite du remplacement de ses motrices. Ces rames sont affectées au service TGV INOUI                                               |
| TGV Atlantique (300),                      | 1988-1992                                   | 28 (06/12/2021)  | 8800/-/3680 kW                          | M+10R+M     | En cours de retrait depuis 2014. Ces rames sont affectées au service TGV INOUI |
| TGV Réseau bi (500),                       | 1992-1994                                   | 23 (22/09/2023)  | 8800/-/3680 kW                          | M+8R+M      | TGV Est (19 tronçons ex-réseau forment 19 POS, 32 motrices équipent 16 Duplex RD). En cours de retrait depuis 2015. Ces rames sont affectées au service TGV INOUI                 |
| TGV Duplex Réseau (600),                   | 1995-2007                                   | 16 (22/03/2023)  | 8800/-/3680 kW                          | M+8R+M      | Ces rames sont affectées au service TGV INOUI |
| TGV Duplex Dasye (700),                    | 2007-2012                                   | 50 (22/03/2023)  | 9280/-/3680 kW                          | M+8R+M      | Duplex nouvelle génération (moteurs asynchrones). Ces rames sont affectées au service TGV INOUI et OUIGO                                                                          |
| TGV TMST (3200),                           | 1992-1995                                   | 8 (06/06/2025)   | 12240/-/3400 kW 5700 kW sous 3 kV       | M+9R+9R+M   | Eurostar Dont 9 dit quadri-courant, dont 3 internes SNCF hors pool Eurostar |
| TGV PBKA (4300),                           | 1996-1997                                   | 6 (07/10/2017)   | 8800/5160/3680 kW                       | M+8R+M      | Eurostar (ex-Thalys) : Paris-Bruxelles-Cologne-Amsterdam |
| TGV POS (4400),                            | 2006-2007                                   | 18 (22/09/2023)  | 9280/6880/3680 kW                       | M+8R+M      | Paris - Ostfrankreich - Süddeutschland, 19 rames (tronçons ex-réseau et motrices tricourant). Ces rames sont affectées au service TGV INOUI                                       |
| TGV POS-Duplex (721 à 739)                 | 2022-2025                                   | 14 (06/06/25     | 9280/6880/3680 kW                       | M+8R+M      | 13 Rames sont affectées à TGV INOUI. 6 Rames sont affectées à OUIGO |
| TGV Réseau tri (4500),                     | 1993-1996                                   | 27 (01/04/2019)  | 8800/-/3680 kW                          | M+8R+M      | Paris-Milan & Bruxelles/France (3 tronçons ex-tri ont rejoint le pool bi, leurs motrices équipent 3 Duplex RD), + 1 rame ex-Thalys. Ces rames sont affectées au service TGV INOUI |
| TGV Réseau tri (4500),TGV PBA,             | 1995-1996                                   | 10 (01/04/2019)  | 8800/-/3680 kW                          | M+8R+M      | Eurostar (ex-Thalys) : Paris-Bruxelles-Amsterdam (1 rame a rejoint le pool tri)                                                                                                   |
| TGV Réseau tri (4500),TGV IRIS 320 (4530), | Construite 1995, transformée 2006 puis 2014 | 1 (17/09/2019)   | 8800/-/3680 kW                          | M+8R+M      | INF, toutes lignes françaises (ex réseau tri) |
| Euroduplex (TGV 2N2) (800 ou 4700),        | 2011-2022                                   | 120 (22/09/2023) | 9280/6880/3680 kW                       | M+8R+M      | 30 rames 3UA, 25 rames 3UF et 40 rames 3UFC en commande. Ces rames sont affectées au service TGV INOUI, TGV Lyria, OUIGO Espagne.                                                 |

##### Tram-train 750 V /1,5kV
| Série                 | Construction | Effectif         | Puissance | Composition | Affectation                    |
| --------------------- | ------------ | ---------------- | --------- | ----------- | ------------------------------ |
| U 52500 (Tram-train), | 2011         | 24 (31/07/2019)  | 900 kW    | M+R+M+M     | Tram-train de l'Ouest lyonnais |
| U 52600 (Tram-train)  | 2023 - 2024  | 25 (en commande) | 900 kW    | M+R+M+M     | (T) · (12)                     |

##### Tram-train 750 V /25kV
| Série                 | Construction | Effectif      | Puissance | Composition | Affectation                           |
| --------------------- | ------------ | ------------- | --------- | ----------- | ------------------------------------- |
| U 25500 (Tram-train), | 2006 - 2009  | 12 (06/06/25) | 520 kW    | M+NP+R+NP+M | Tram-train Mulhouse-Vallée de la Thur |
| U 53500 (Tram-train), | 2010-2014    | 24 (01/01/15) | 900 kW    | M+R+M+M     | Tram-train de Nantes                  |
| U 53600 (Tram-train), | 2016         | 15 (01/01/18) | 900 kW    | M+R+M+M     | et                                    |
| U 53700 (Tram-train)  | 2017 - 2023  | 26 (06/06/25) | 900 kW    | M+R+M+M     | (T) · (4)                             |
| U 53800 (Tram-train)  | 2019 - 2020  | 11 (05/08/21) | 900 kW    | M+R+M+M     | (T) · (13)                            |

### Parc thermique

#### Locomotives
| Série                        | Surnom                    | Construction | Effectif                            | Puissance | Affectation                                                                | Commentaire                                                                        |
| ---------------------------- | ------------------------- | ------------ | ----------------------------------- | --------- | -------------------------------------------------------------------------- | ---------------------------------------------------------------------------------- |
| BB 60000,                    |                           | 2006-2011    | 157 (25/03/2022)                    | 1000 kW   | FR, INF                                                                    | 160 commandées + 15 Infra-rail                                                     |
| BB 63500,                    | BB Brissonneau et Lotz    | 1956-1971    | 25 (3 juin 2023)                    | 450 kW    | VFE, CIC, FR, TER, IDF, INF                                                |                                                                                    |
| BB 64600,                    | BB Brissonneau et Lotz    | 1956-1971    | 39 (2/06/2022)                      | 450 kW    | INF                                                                        | transformation et modernisation de BB 63500 pour Infra                             |
| BB 64700 / TBB 64800,        | BB Brissonneau et Lotz    | 1953-1956    | 14 (15/12/2021) 14 TBB (15/12/2021) | 450 kW    | FR                                                                         |                                                                                    |
| BB 66000,                    | Mouettes                  | 1959-1968    | 4 (20 janvier 2023)                 | 830 kW    | FR, INF                                                                    |                                                                                    |
| BB 66400,                    | Mouettes, Oiseaux bleus   | 1968-1971    | 3(3 juin 2023)                      | 830 kW    | FR, INF                                                                    |                                                                                    |
| BB 67200,                    |                           | 1963-1968    | 57 (23 juin 2023)                   | 1240 kW   | INF                                                                        |                                                                                    |
| BB 67400,                    |                           | 1969-1975    | 56 (9 mai 2025)                     | 1525 kW   | VFE, CIC, FR, TER, IDF, INF                                                |                                                                                    |
| BB 69200,                    |                           | 1965-1968    | 57 (20/10/2021)                     | 1040 kW   | FR, INF                                                                    | transformation et modernisation de BB 66000                                        |
| BB 69400,                    |                           | 1968-1971    | 62 (01/01/2019)                     | 1040 kW   | FR                                                                         | transformation et modernisation de BB 66400                                        |
| CC 72000,                    | Nez cassés, Oiseaux bleus | 1968-1974    | 3 (11/12/2017)                      | 2250 kW   | FR, MAT                                                                    |                                                                                    |
| BB 75000 / BB 75100,         | Prima                     | 2007-2009    | 122 (17/12/2016)                    | 1600 kW   | FR, INF, AKIEM (Captrain France, OSR France, ETF Services, TSO, CFL Cargo) |                                                                                    |
| BB 75300                     | Prima                     | 2014-2016    | 10 (17/12/2016)                     | 1600 kW   | CIC                                                                        | BB 75000 adaptée pour le service voyageur                                          |
| BB 75400,                    | Prima                     | 2010-2012    | 68 (19/12/2013)                     | 2400 kW   | FR, AKIEM                                                                  |                                                                                    |
| BB 79000                     |                           | 2020-2023    | 44(3 juin 2023)                     | 1800 kW   | INF, AKIEM                                                                 | en cours de livraison 44 commandées                                                |
| BB 401 à 403, 410 à 426, 431 | BB Brissonneau et Lotz    | 1956-1971    | 22 (15/08/2019)                     | 480 kW    | FR, AKIEM et Captrain France                                               | ex BB 65000 et BB 63500 15 Akiem 6 Captrain France                                 |
| G 1000 BB                    |                           | 2009-2010    | 5 (15/08/2019)                      | 480 kW    | FR, AKIEM                                                                  | 5 D 100 101 à 105 location Captrain Italia                                         |
| BB 61000 Vossloh G 1206 BB   |                           | 2001-2016    | 46 (15/08/2019)                     | 1500 kW   | FR, AKIEM et Captrain France                                               | identiques à BB 61000 radiées de Fret SNCF, 10 Akiem 2 Captrain 34 Captrain France |
| Euro 4000                    | 4000                      | 2001-2016    | 14 (15/08/2019)                     | 3148 kW   | FR, Captrain France                                                        | 14 Captrain E 4017 à 22, 27, 28, 44 à 49                                           |
| Classe 66                    |                           | 1998-2008    | 8 (15/08/2019)                      | 2462 kW   | CAPTRAIN                                                                   | 8 en location Captrain                                                             |
| Classe 77                    |                           | 2008-2014    | 7 (15/08/2019)                      | 2420 kW   | FR, Captrain France                                                        | 7 77501 à 77507                                                                    |
| Euro 4001                    | 4001                      | 2022-        | 12                                  | 2800 kW   | FR, Captrain France                                                        | 12 Captrain (3 VFLI 9 Alpha Trains)                                                |

#### Autorails

##### Autorailsà voie normale
| Série            | Surnom                                         | Construction | Effectif         | Puissance | Composition | Affectation |
| ---------------- | ---------------------------------------------- | ------------ | ---------------- | --------- | ----------- | ----------- |
| X 73500 (A TER), | Baleines bleues, Concombres, Supos, Saucissons | 1999-2004    | 315 (18/12/2019) | 2x257 kW  | M           | TER         |
| X 73900 (A TER), | Baleines bleues, Concombres, Supos, Saucissons | 2001-2004    | 19 (07/10/2017)  | 2x257 kW  | M           | TER         |

#### Éléments automoteurs Diesel(EAD)

##### EADà voie métrique
| Série    | Construction | Effectif       | Puissance | Composition | Affectation  |
| -------- | ------------ | -------------- | --------- | ----------- | ------------ |
| X 74500, | 2002         | 5 (19/12/2013) | 300 kW    | M+R         | Blanc-Argent |

##### EADà voie normale
| Série              | Surnom             | Construction | Effectif         | Puissance | Composition | Affectation |
| ------------------ | ------------------ | ------------ | ---------------- | --------- | ----------- | ----------- |
| X 72500 (X TER),   | Aspirateur / Mérou | 1997-2002    | 67 (15/12/2023)  | 4x300 kW  | M(+R)+M     | CIC, TER    |
| X 76500 (AGC/XGC), |                    | 2004-2010    | 163 (07/10/2017) | 2x662 kW  | M+R(+R)+M   | TER         |

Note : Les X72500 circulant sur la liaison Paris - Granville, après avoir eu la dénomination AGL (Automoteur Grande Ligne) sont désormais classés CIC (Corail InterCité).

##### Remorques d'EADde première catégorie
Ces remorques de première catégorie sont toujours accouplées à un type d'autorail pour former un élément automoteur (ici les X 4500).
| Série                                                        |
| ------------------------------------------------------------ |
| XR 8500 pour la famille des Caravelles (X 4500 et consorts), |

#### Locotracteurs, trucks et engins spéciaux
Matériel spécifique soit par sa construction, soit par son usage.
Un truck est un matériel moteur qui ne possède aucune cabine de pilotage et fonctionne en association avec un locotracteur ayant la même technicité. Cette association permet d'obtenir une grande puissance et une bonne adhérence.

##### Locotracteurs
| Série   | Construction | Effectif         | Puissance  | Affectation | Commentaire                                         |
| ------- | ------------ | ---------------- | ---------- | ----------- | --------------------------------------------------- |
| Y 8000, | 1977-1990    | 298 (31/12/2022) | 219/230 kW | FR / TER    | Transmission hydraulique                            |
| Y 8400, | 1990-1995    | 28 (11/11/2020)  | 219/230 kW | FR          | Transmission hydraulique                            |
| Y 9000, | 2010-2015    | 110 (01/03/2015) | 265 kW     | INF         | Transformation et modernisation des Y 7100 et Y7400 |

##### trucks moteurs
| Série     | Construction | Effectif | Puissance | Affectation | Commentaire                                  |
| --------- | ------------ | -------- | --------- | ----------- | -------------------------------------------- |
| TBB 64800 | 1988-1992    | 14       | 450 kW    | FRET        | Ne peuvent circuler que couplés aux BB 64700 |

##### Locotracteursà voie métrique
| Série | Construction | Effectif | Puissance | Affectation | Commentaire                                    |
| ----- | ------------ | -------- | --------- | ----------- | ---------------------------------------------- |
| CN 4, | 1983         | 1 (2010) | 145 kW    | infra       | Chasse-neige Saint-Gervais-Chamonix-Vallorcine |

##### Entretien des infrastructures
Parmi le matériel moteur en service de la SNCF, il y a aussi le matériel spécialisé dans l'entretien :
- Les engins de maintenance caténaire (EMC)
  - Les Draisines (EMC).
- Les engins de maintenance voie (EMV)
  - Les Automoteurs surjoint ;
  - Les Chasse-neige motorisés CN 1 à 3[146];
  - Les Draisines (DU 65, BR 81, DU 84, DU 94 B) ;
  - Les Bourreuses ;
  - Les Régaleuses ;
  - Les VT Automoteur de contrôle de la géométrie des voies ;
  - Le V5 Vénus ;
  - Le V6.
- Les engins de maintenance tunnel (EMT)
  - Les Draisines (EMT).

### Parc bimode

#### Locomotives bimodes bicourants
| Série                    | Surnom               | Construction | Effectif            | Puissance (sous thermique / 1,5 kV / 25 kV) | Affectation | Commentaire                                 |
| ------------------------ | -------------------- | ------------ | ------------------- | ------------------------------------------- | ----------- | ------------------------------------------- |
| Stadler Euro Dual CC6001 | Vossloh Stadler Rail | 2000-2014    | 1 (19 février 2017) | 2 525 kW / 4 100 kW / 6 175 kW              | Captrain    | Captrain trains d'eau entre Vittel et Arles |

#### Éléments automoteurs bimodes
| Série                                                     | Construction | Effectif         | Puissance        | Composition   | Affectation                |
| --------------------------------------------------------- | ------------ | ---------------- | ---------------- | ------------- | -------------------------- |
| B 81500 (AGC/BGC) Diesel / 1,5 kV,                        | 2004-2011    | 185 (07/06/2011) | 1324/1900 kW     | M+R(+R)+M     | TER                        |
| B 82500 (AGC/BGC) BiBi Diesel / 1,5 kV / 25 kV,           | 2007-2011    | 140 (17/12/2016) | 1324/1900 kW     | M+R+R+M       | TER / Transilien (ligne P) |
| B 83500 (Régiolis) BiBi Diesel / 1,5 kV / 25 kV           | 2014-2020    | 49 (29/07/2020)  | /                | M+R+R(+R+R)+M | TER                        |
| B 84500 (Régiolis) BiBi Diesel / 1,5 kV / 25 kV           | 2014-2021    | 115 (19/01/2021) | De 850 à 2600 kW | M+R+R(+R+R)+M | TER                        |
| B 84800 (Régiolis) BiBi Diesel / 1,5 kV / 25 kV           | 2022-...     | 11 (18/12/2022)  | De 850 à 2600 kW | M+R+R(+R+R)+M | TER                        |
| B 85000 (Coradia Liner V160) BiBi Diesel / 1,5 kV / 25 kV | 2016-2020    | 39 (08/03/2020)  | De 850 à 2600 kW | M+R+R(+R+R)+M | IC                         |
| B 85500 (Régiolis) BiBi Diesel / 1,5 kV / 25 kV           | 2024-2025    | 30 (05/07/2025)  | De 850 à 2600 kW | M+R+R+M       | TER                        |
| B 85900 (Régiolis) BiBi Diesel / 1,5 kV / 25 kV           | 2015-2016    | 10 (17/12/2016)  | De 850 à 2600 kW | M+R+R+M       | TER                        |

## Matériel futur

### Parc électrique

#### Éléments automoteurs électriques(EAE)
| Série                  | Type                     | Construction   | Effectif Commandé | Puissance | Composition       | Affectation Prévue                               |
| ---------------------- | ------------------------ | -------------- | ----------------- | --------- | ----------------- | ------------------------------------------------ |
| Oxygène                | Bicourant                | 2026-... CAF   | 28                | 4000 kW   | 10 caisses        | Intercités                                       |
| MI 20 (MI NG)          | Bicourant                | 2027-...CAF    | 146               |           | 7 caisses         | (RER) · (B)                                      |
| TGV M (Avelia Horizon) | TGV                      | 2022-...Alstom | 115 rames         |           | de 9 à 11 caisses | TGV InOui                                        |
| Z 2N-NG                | Électrique (bicourant ?) | 2028-          | À l'étude         |           |                   | (RER) · (C) · Transilien · Ligne P du Transilien |

## Matériel hors service (radié)
Parmi les éléments accidentés ou incendiés, le matériel peut être soit radié, soit réparé avec des pièces empruntées au matériel en attente de déconstruction. Il peut même arriver que l'on décide de remplacer le châssis d'une motrice par un autre modèle et de faire des adaptations, ou, d'augmenter une commande en cours de fabrication, d'une machine pour remplacer une détruite.
Pour le matériel jugé ancien ou ayant fait un kilométrage honorable, des éléments sont radiés et quelquefois mis en vente. Ceci n'exclut pas le matériel tout juste sorti de grande révision. Des associations voire des particuliers (sous certaines conditions) peuvent se porter acquéreurs.

### Parc électrique

#### Locomotives

##### Locomotives sous 1500 volts redressé (dit courant continu)
| Série                         | Série                     |
| ----------------------------- | ------------------------- |
| BB 1-80 Biquettes             | 2D2 5000                  |
| BB 100                        | 2D2 5100                  |
| BB 200                        | 2D2 5300                  |
| BB 300,                       | 2D2 5400                  |
| 2D2 401-402 Ganz (Prototypes) | 2D2 5500,                 |
| BB 800 Libellules             | CC 6001 (Prototype)       |
| BB 900                        | BBB 6002 (Prototype)      |
| 1C 1001                       | BBB 6003 (ex-BBB 20003)   |
| BB 1002-1003 Japonaises       | CC 6500, Nez cassés       |
| CC 1100,                      | CC 7001-7002 (Prototypes) |
| BB 1280                       | BB 7003 (Prototype)       |
| BB 1320                       | CC 7100                   |
| BB 1420                       | BB 7600 Nez cassés        |
| BB 1500 BB Midi ex BB 4000    | BB 8100,                  |
| BB 1600 BB Midi ex BB 4500    | BB 8700, Danseuses        |
| BB 1800                       | BB 9001-9002 (Prototypes) |
| 2CC2 3001 (Prototype)         | BB 9003-9004 (Prototypes) |
| 2C2 3100                      | 2D2 9100 Batteuses        |
| 2BB2 3200                     | BB 9200 BB Jacquemin      |
| 2BB2 3300                     | BB 9300, BB Jacquemin     |
| 2CC2 3400                     | BB 9400 Vespa             |
| 1ABBA1 3500                   | BB 9600, Vespa            |
| 1ABBA1 3600                   | BB 9700, BB Jacquemin     |
| 1CC1 3700                     | BB 80000                  |
| 1CC1 3800                     | BB 88500 Danseuses        |
| 1C1 3900                      |                           |
| BB 4100 BB Midi               |                           |
| BB 4200 BB Midi               |                           |
| BB 4600 BB Midi               |                           |
| BB 4700 BB Midi               |                           |
| BB 4730 BB Midi               |                           |

##### Locomotives sous25kValternatif (dit courant monophasé)
| Série                                                    | Série                  |
| -------------------------------------------------------- | ---------------------- |
| BB 10001 (Prototype)                                     | BB 16000, BB Jacquemin |
| CC 10002 (Prototype) (devenue BB 16655)                  | BB 16100, BB Jacquemin |
| BB 10003 (Prototype) (ex-BB 15007 et redevenue BB 15007) | BB 16500, Danseuses    |
| BB 10004 (Prototype) (redevenue BB 15055)                | BB 17000, Danseuses    |
| BB 12000 Fer à repasser                                  |                        |
| BB 13000 Fer à repasser                                  |                        |
| CC 14000 Fer à repasser                                  |                        |
| CC 14100 Fer à repasser                                  |                        |

##### Locomotives sous 750 volts redressé troisième rail ou sous25kValternatif (dit bicourant)
| Série                                                    | Série |
| -------------------------------------------------------- | ----- |
| CC 92000 Class 92 ou CC Eurotunnel tunnel sous la Manche |       |

##### Locomotives sous 1500 volts redressé ou sous25kValternatif (dit bicourant)
| Série                                                     | Série                                                             |
| --------------------------------------------------------- | ----------------------------------------------------------------- |
| CC 20001 (Prototype) Grand-mère                           | CC 21000 Nez cassés composante CA retirée: transformées en CC6500 |
| CC 20002 (Prototype)                                      | CC 25000                                                          |
| BBB 20003 (Prototype, devenue BBB 6003)                   | BB 25100, BB Jacquemin                                            |
| BB 20004 (Prototype) (ex-BB 16540)                        | BB 25150, BB Jacquemin                                            |
| BB 20005 (Prototype) (ex-BB 16028)                        | BB 25500 Danseuses                                                |
| BB 20006 (Prototype) (ex-BB 10001)                        |                                                                   |
| BB 20011-20012 (Prototype) (redevenues BB 22379 et 22380) |                                                                   |

##### Locomotives sous 15 kV alternatif ou sous25kValternatif (dit bifréquence)
| Série    | Série                            |
| -------- | -------------------------------- |
| BB 20100 | BB 20200, Danseuses Bifréquences |
| C 20150  |                                  |

##### Locomotives dit tricourant
| Série                       | Série |
| --------------------------- | ----- |
| BB 30000 (Prototypes) Vespa |       |

##### Locomotives dit quadricourant
| Série               | Série                                | Série                                         |
| ------------------- | ------------------------------------ | --------------------------------------------- |
| CC 40100 Nez cassés | BB 47001 Prima 6000 prototype Alstom | BB 47501 / BB 47502 Prima II prototype Alstom |

#### Rames automotrices

##### Rames automotrices troisième rail
| Série                                                   | Série                    |
| ------------------------------------------------------- | ------------------------ |
| Z 200, (Saint-Gervais-Chamonix-Vallorcine)              | Z 1400 Standard 4e série |
| Z 450 Chasse-neige (Saint-Gervais-Chamonix-Vallorcine)  | Z 1500 Standard 5e série |
| Z 691, Chasse-neige (Saint-Gervais-Chamonix-Vallorcine) | Z 5176-5182              |
| Z 1200 Standard 2e série                                |                          |
| Z 1300 Standard 3e série                                |                          |

##### Rames automotrices dit à courant continu
| Série               | Série            |
| ------------------- | ---------------- |
| Z 3400 Rames Z      | Z 4700           |
| Z 3600 ex-1re série | Z 4900           |
| Z 3700 Budd         | Z 5100           |
| Z 3800 Rouges       | Z 5300           |
| Z 4000              |                  |
| Z 4100              | Z 7001 Zébulon   |
| Z 4200              | Z 7100, Zézettes |
| Z 4300              | Z 7500 Z2        |
| Z 4400              |                  |
| Z 4500              |                  |

##### Rames automotrices dit à courant alternatif
| Série                         | Série                     |
| ----------------------------- | ------------------------- |
| Z 9051-9052                   | Z 6100 « P'tit gris »,    |
| Z 9053-9054 / Z 6001-6002     | Z 6300,                   |
| Z 9055 / Z 6004               | Z 6400                    |
| Z 9056 à 9059 / Z 6006 à 6009 | Z 9061-9062 / Z 8001-8002 |

##### Rames automotrices dit bicourant
| Série          | Série |
| -------------- | ----- |
| Z 9500 (Z2),   |       |
| Z 9600 (Z2),   |       |
| Z 92050 (Z 2N) |       |

##### Autorails bimodes
| Série              | Série |
| ------------------ | ----- |
| XAT 1000 Amphibies |       |

##### EAEde typeTGV
| Série      | Série                     |
| ---------- | ------------------------- |
| TGV postal | TGV Sud-Est               |
| TGV P01    | TGV TMST EUKL NOL (3100), |

### Parc thermique

#### Locomotives Diesel de ligne
| Séries diverses                 | Série BB                                                    | Série CC                                  |
| ------------------------------- | ----------------------------------------------------------- | ----------------------------------------- |
| 1D1 60051 (prototype)           | BB 60001 (prototype)                                        | C 60002 (prototype)                       |
| 262 AD 1 et 262 BD 1            | BB 60011                                                    | C 61000 / TC 61100                        |
| A1AA1A 62000 Baldwin - Mammouth | BB 60021 (Prototype)                                        | CC 65000 Sous-marin                       |
| A1AA1A 68000,                   | BB 60031-60033 (prototype)                                  | CC 65500 Dakota                           |
| A1AA1A 68500, Les bleues        | BB 60041 (prototype)                                        | CC 70000 (deux prototypes)                |
| PLM 4 BMD 1                     | BB 61000Les Vossloh                                         | CC 72100, Nez cassés                      |
|                                 | BB 62400 Hollandaises                                       | CC 80000 (deux prototypes dont Belphégor) |
|                                 | BB 63000, BB Brissonneau et Lotz 2 chevaux                  |                                           |
|                                 | BB 63400, BB Brissonneau et Lotz                            |                                           |
|                                 | BB 63413 : Plathée BB Brissonneau et Lotz prototype hybride |                                           |
|                                 | BB 66600,                                                   |                                           |
|                                 | BB 66691-66692                                              |                                           |
|                                 | BB 66700,                                                   |                                           |
|                                 | BB 66900                                                    |                                           |
|                                 | BB 67000                                                    |                                           |
|                                 | BB 67300,                                                   |                                           |
|                                 | BB 69000 (deux prototypes)                                  |                                           |
|                                 | BB 71000 Pédalos                                            |                                           |
|                                 | BB 76000                                                    |                                           |

#### Locotracteurs Diesel
Seules sont indiquées ici les séries ayant eu une carrière significative à la SNCF ou présentant une caractéristique particulière. À titre documentaire, en avril 1960 on dénombrait 57 types d'engins différents en service, mais seulement douze comptaient plus de dix exemplaires. Vingt-trois exemplaires étaient uniques.
| Série  | Série                 |
| ------ | --------------------- |
| Y 2100 | Y 7400                |
| Y 2200 | Y 9100 Devenu Y 51100 |
| Y 2400 | Y 9200 Devenu Y 51200 |
| Y 5100 | Y 11200               |
| Y 5200 | Y 50100               |
| Y 6000 | Y 51100 Ex Y 9100     |
| Y 6200 | Y 51200 Ex Y 9200     |
| Y 6400 | Y BL                  |
| Y 7100 |                       |

#### Rames automotrices à turbine à gaz
| Série                        | Série        |
| ---------------------------- | ------------ |
| TGS (rame expérimentale)     | T 1000 (ETG) |
| TGV 001 (rame expérimentale) | T 2000 (RTG) |

#### Autorail à voie métrique
| Série                                                                      | Série |
| -------------------------------------------------------------------------- | ----- |
| X 157 et 158 (Chemins de fer des Côtes-du-Nord), (chemins de fer de Corse) |       |
| X 200, (Blanc-Argent)                                                      |       |
| X 200 (Corse)                                                              |       |
| X 210 (Blanc-Argent)                                                       |       |
| X 220, (Blanc-Argent)                                                      |       |

#### Autorails
| Série                                    | Série |
| ---------------------------------------- | --- |
| X 1 et 2 Renault VHD (VH double)         | X 4960 et X 4980 Renault ADP                                                                                        |
| X 120 et X 130 Renault ABV (ABJ double)  | X 5100 et X 5200 Renault ADX                                                                                        |
| XB 1000 Bugatti Présidentiel             | X 5500 et X 5800 U-150 Mobylettes                                                                                   |
| XF 1000 TAR 1934 (Franco-Belge)          | X 5600 FNC |
| XF 1100 TAR 1936 (Franco-Belge)          | XFL 5700 Floirat (autocars sur rails)                                                                               |
| X 1501/02                                | XM 5000 et XM 6000 Micheline                                                                                        |
| X 2000 à X 2300 Renault VH Iroquois      | X 7000 et X 7100 Renault AEK                                                                                        |
| X 2051 Autorail Budd (prototype)         | XC 11000 EIC Pauline ou Charentaise                                                                                 |
| X 2100, Boite à chaussure                | X 23000 ADN & Standards                                                                                             |
| X 2200, Boite à chaussure                | X 30000 Berliet |
| X 2400 U-600                             | X 42000 De Dietrich                                                                                                 |
| X 2700 RGP-2 bimoteur Lézard verts       | X 52000 Decauville Nez de cochon                                                                                    |
| X 2720, RGP-1 monomoteur Lézard verts    | X 52100 Decauville Nez de cochon                                                                                    |
| X 2770, RGP-1 TEE en livrée rouge TEE    | X 92100, |
| X 2800, U-825 Bleu d'Auvergne            | X 92200, |
| X 3000 à X 3500 Renault ABJ-1 à 3        | X 93953 U-300 Picasso ex X 3953 livrée bleu et blanc pour la ligne de Bréauté - Beuzeville à Fécamp redevenu X 3953 |
| X 3600 Renault ABJ-4                     | X 94630 (EAD) livrée bleue et jaune spécialisé ligne Cannes-Ranguin caravelle (EAD) devenu X 4744                   |
| X 3700 De Dietrich                       | X 94750 (RAP (Rames Automotrices Postales))                                                                         |
| X 3800 U-300 Picasso                     | X 97150 A2E |
| X 4200 Panoramiques                      | |
| X 4500 (EAD),                            | |
| X 4630 (EAD),                            | |
| X 4750 (EAD),                            | |
| X 4790 (EAD),                            | |
| X 4900 (EAT),                            | |
| XD 1000-1200 Autorail De Dietrich 210 ch | |

#### Remorques d'autorail première catégorie
Ces remorques de première catégorie sont toujours accouplées à un type d'autorail pour former un élément automoteur (ici les X 2700, X 2720, X 2770, X 4300, X 4900).
| Série                                                | Série                                                        |
| ---------------------------------------------------- | ------------------------------------------------------------ |
| XR 7700 pour RGP-2 bimoteur Lézard verts             | XR 8300 pour la famille des Caravelles (X 4300 et consorts), |
| XR 7720, pour RGP-1 monomoteur Lézard verts          |                                                              |
| XR 7770, pour RGP-1 TEE en livrée rouge TEE (X 2770) | XR 8900 pour la famille des Caravelles (X 4900),             |

#### Entretien des infrastructures
- Le V4, radié en 2010[252]

#### Locomotives à vapeur
Parmi les locomotives à vapeur françaises, certaines ont fait l'objet de sauvegarde. On en trouve dans des associations, et à la Cité du Train à Mulhouse.

### Déconstruction et recyclage du matériel ferroviaire
Les locomotives radiées à voie normale sont stockées à la gare de triage de Sotteville-lès-Rouen. Un centre de recyclage a ouvert au Technicentre de Sotteville-Quatre-Mares, permettant la déconstruction d’environ 120 a 130 machines par an. Un autre centre de recyclage, créé à Culoz, dans l’Ain, permet de désengorger le premier centre. Des éléments radiés y sont conduits directement, d'autres sont repris de la gare de triage de Sotteville pour les emmener à Culoz.
Le Technicentre du Mans a été totalement réorganisé en 2012 afin de permettre la radiation des voitures corail, VB2N, Z5600 et certaines rames TGV.
Un autre technicentre, spécialisé dans la dépollution et de construction des machines, est prévu d’ouvrir fin 2019 à Baroncourt.
Les TGV sont eux démantelés à Rennes, Le Mans ou a Culoz,.
Un chantier de dépollution, démolition et recyclage du matériel ferroviaire est présent à Grémonville ce chantier recycle les TGV, les rames TER et les voitures Corail,.
En 2023, la SNCF compte 7 centres de démantèlement des trains, à Grémonville, Baroncourt, Chalindrey, Romilly, Ambronay, Culoz et Saintes. 
Toutefois, certains matériels, initialement prévu pour être préservés, ont fini par être démantelés sur place, sans joindre un centre de recyclage. Il semble que le matériel à voie métrique soit également concerné.